# Heart of Courage

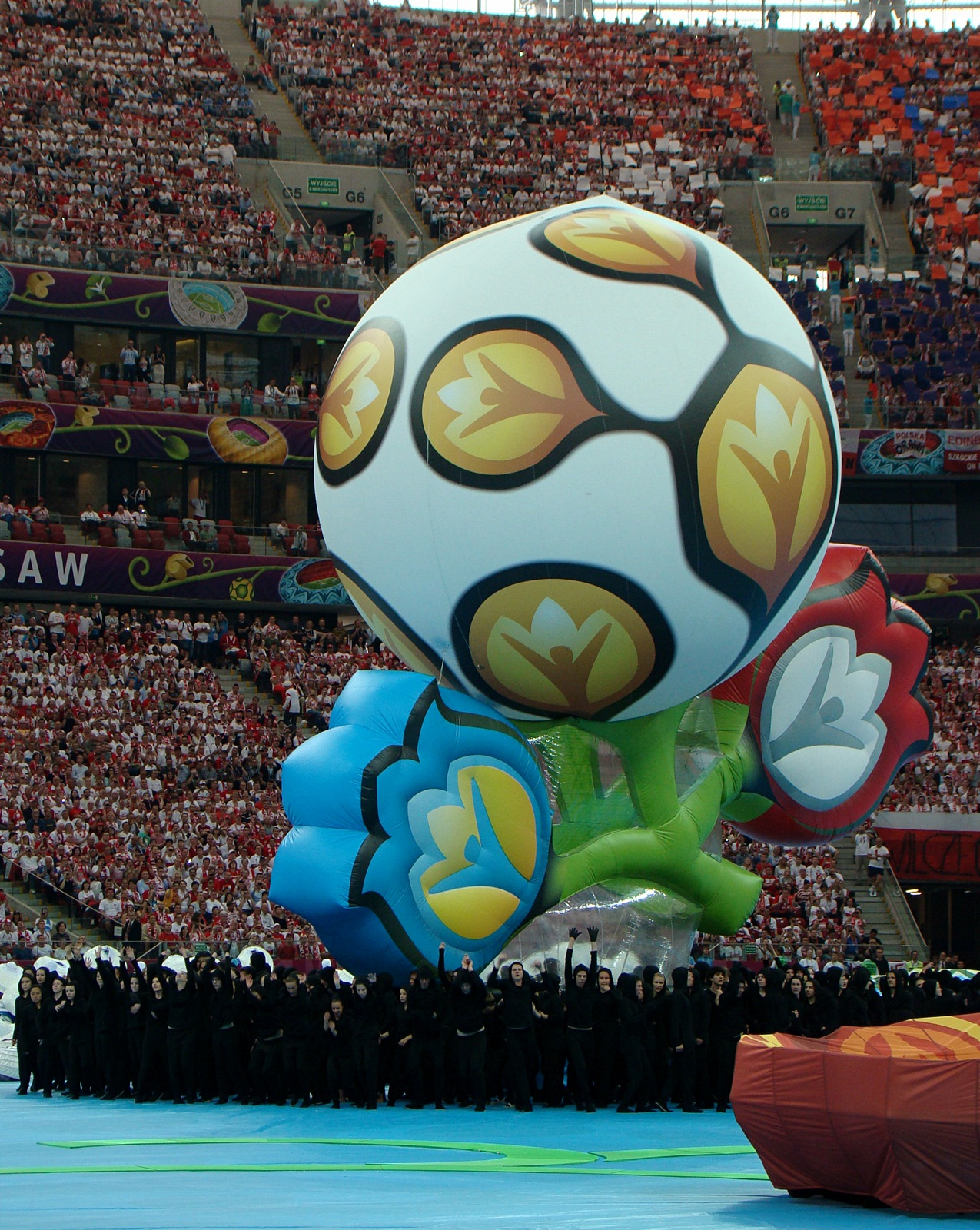
Euro 2012

„Heart of Courage” – utwór wytwórni muzycznej Two Steps from Hell, z gatunku muzyki filmowej, napisany przez Thomasa J. Bergersena. Utwór pochodzi z demonstracyjnego albumu Legend Two Steps from Hell z 2008 roku. W 2010 roku utwór został wydany na debiutanckim albumie studyjnym wytwórni Invincible.
„Heart of Courage” towarzyszył piłkarzom przy wyjściu na boisko podczas meczów Mistrzostw Europy w Piłce Nożnej w 2012 roku w Polsce i w Ukrainie.
Utwór wykorzystany był również w np. filmie Opowieści z Narnii: Podróż Wędrowca do Świtu, programie Top Gear oraz w grze komputerowej Mass Effect 2. 7 lutego 2015 roku stanowił tło muzyczne w czasie Konwencji Programowej kandydata partii Prawo i Sprawiedliwość na prezydenta Polski, Andrzeja Dudy.

## Notowania na listach przebojów
| Kraj    | Lista (2015)    | Najwyższa pozycja |
| ------- | --------------- | ----------------- |
| Francja | Top 200 Singles | 95                |